# Materia prima
Materia prima oder prima materia ist ein lateinischer philosophischer Terminus, der „erste Materie“ bedeutet; der Ausdruck wird auch mit „Urstoff“ oder „Urmaterie“ übersetzt. Der Begriff geht auf Aristoteles zurück, welcher lehrte, dass die konkreten materiellen Dinge durch Materie (hyle) und Form (morphe) konstituiert seien (sog. Hylemorphismus). Die erste, noch ungeformte Materie heißt bei ihm ὕλη πρώτη (hýlē prótē, hyle prote) oder πρώτη ὕλη (prótē hylē); dieser Ausdruck wurde mit materia prima ins Lateinische übersetzt. Der Begriff war insbesondere in der Scholastik von Bedeutung. Von hier aus fand er auch in der Alchemie Anwendung.

## „Erste Materie“ bei Aristoteles
Die materia prima (hyle prote) wird dabei als ein Grenzbegriff verstanden, der die reine Bestimmbarkeit ohne jede Bestimmung bezeichnet. Er steht im Gegensatz zur materia secunda, der schon geformten Materie. Die materia prima ist nicht dinglich, sondern als ein metaphysisches Prinzip zu verstehen und stellt die Möglichkeitsbedingung dafür dar, dass ein und dieselbe Form vervielfacht auftreten kann.
Aristoteles verwendet den Begriff der materia prima in einem doppelten Sinne. Im Rahmen seiner in der Physik behandelten Naturphilosophie versteht er darunter das erste Substrat aller Naturkörper, die der Ermöglichungsgrund ihrer Umwandlung in andere Körper ist. So interpretiert er etwa das Verdampfen des Wassers so, dass aus dem Element Wasser etwas zum Element Luft Gehöriges wird. Soll dies aber ein wirkliches Werden (genesis) der Luft aus dem Wasser sein, so darf das Wasser nicht seinem ganzen Seinsbestand nach aufhören zu sein und die Luft nicht „aus nichts“ entstehen, sondern es muss ein beiden Zugrundeliegendes (hypokeimenon) angenommen werden, das identisch vom „vergehenden“ Wasser in die „entstehende“ Luft übergeht. Ebendies ist die materia prima. Sie ist „das Erste einem jeden Zugrundeliegende (hypokeimenon), aus dem etwas als in ihm schon Vorhandenen wird“ (Phys. I 9, 192a).
Im Rahmen der Metaphysik geht Aristoteles bei der Bestimmung der materia prima nicht vom Entstehen und Vergehen aus. Sie ist dort die Bedingung für das Seiende, also nicht an sich bereits etwas Seiendes. Im 7. Buch der Metaphysik bestimmt er diese Materie als das, „was an sich weder als etwas noch als Quantitatives, noch durch irgendeine andere der Aussageweisen bezeichnet wird, wodurch das Seiende bestimmt wird.“ Zur Begründung sagt Aristoteles: „Es gibt nämlich etwas, von dem eine jede dieser Bestimmungen ausgesagt wird und dessen Sein verschieden ist von jeder Bestimmung. Denn die anderen werden vom Wesen (ousia) ausgesagt, dieses aber von der Materie“ (Met. Z 3, 1029a).
Ausgangspunkt dieser Bestimmung ist die Struktur der Aussage, von der Aristoteles annimmt, dass sie die Struktur des wirklichen Seienden wiedergibt. Im Satz werden nicht nur die Akzidentien von der Substanz, sondern auch die Substanz noch von etwas ausgesagt, wie in dem Satz: „Dies da ist Wasser“. Alle Prädikate werden letztlich ausgesagt von einem letzten nicht durch Kategorien Bestimmten aber durch diese Bestimmbaren – der ersten Materie.
Die beiden Materiebegriffe unterscheiden sich bei Aristoteles vor allem hinsichtlich ihres Substanz-Seins. Während er in der Physik die materia prima als „Substanz in gewisser Weise“ (usia pos) bezeichnet (Phys. I 9, 192a), spricht er ihr in der Metaphysik (Met. Z 3) das Substanz-Sein ausdrücklich ab. Wie sich die in der Physik und der Metaphysik verwandten Materie-Begriffe zueinander verhalten, ist ein in der Philosophiegeschichte vielfach diskutiertes Problem.

## Scholastische Diskussionen zurmateria prima
Die in der Scholastik versuchten widersprüchlichen Lösungen zur näheren Bestimmung der materia prima hatten ihre Grundlage in der einseitigen Übernahme eines der beiden Materiebegriffe der aristotelischen Physik oder der Metaphysik.

## Alchemie
In der mittelalterlichen Alchemie entwickelte sich eine Vorstellung von einer Ursubstanz, nach der man annahm, dass durch Handlungen (operationes) Ausgangssubstanzen zunächst schrittweise ihrer (Wesens-)Formen entkleidet werden könnten und dass der so gewonnenen Substanz, der ungeformten Urmaterie, dann willentlich bestimmte neue Formen, „Samen“ bzw. Strukturen einprägbar seien, wodurch „edlere“, „geläuterte“ Endprodukte zu gewinnen seien. Dies wurde als Prozess der Reinigung, Umwandlung und Vollendung betrachtet. Für das Ziel solcher Umwandlungen wie auch deren Mittel fand das Konzept eines Steines der Weisen Anwendung. Die Begrifflichkeit ist dabei nicht einheitlich, zudem bieten einige Werke nur Andeutungen; die Urmaterie wird dabei u. a. als sowohl flüssig wie fest beschrieben oder es ist die Rede davon, dass jeder sie kenne und täglich sehe, aber ihren Wert nicht zu schätzen wisse.
Welcher Stoff die Ausgangsbasis für die alchemische Umwandlung bilden sollte, darüber gingen bei den Alchemisten die Meinungen auseinander. Genannt wurden unter anderem Eigenurin, Regenwasser, Quecksilber, Blut, Maientau, Schöllkraut, Sonnentau.
Ein fundamentaler Unterschied zwischen dem Konzept des Aristoteles und dem der Alchemisten besteht darin, dass für Aristoteles ebenso wie für die seiner Auffassung folgenden antiken Peripatetiker und Neuplatoniker die form- und bestimmungslose Urmaterie nicht wirklich vorkommt, sondern nur ein gedankliches Konstrukt ist, das in der Philosophie benötigt wird. Aus der Sicht dieser Philosophen gibt es Materie real nur in der Verbindung mit Formen und es ist unmöglich, sie aller Formen zu entkleiden und so eine Urmaterie herzustellen.